# Persoonia fastigiata
Persoonia fastigiata är en tvåhjärtbladig växtart som beskrevs av Robert Brown. Persoonia fastigiata ingår i släktet Persoonia och familjen Proteaceae. Inga underarter finns listade i Catalogue of Life.